# Lars-Bertil Schnürer
Axel Lars-Bertil Schnürer, född 2 december 1927 i Söderhamn, är en svensk läkare.
Schnürer blev medicine licentiat vid Uppsala universitet 1956, medicine doktor vid Göteborgs universitet 1963 på avhandlingen Maternal and Foetal Responses to Chronic Stress in Pregnancy. A Study in Albino Rats och docent i patologi där samma år. Han innehade amanuens- och assistentförordnanden i Uppsala 1950–56, i Göteborg 1957–59, var biträdande lärare i patologi i Göteborg 1960–62 och var överläkare vid patologiska avdelningen på Regionsjukhuset i Örebro från 1963. Han var ordförande i Svenska föreningen för klinisk cytologi 1974–76 och ordförande i Svenska föreningen för patologi 1989–91.